# 化粧しっくい

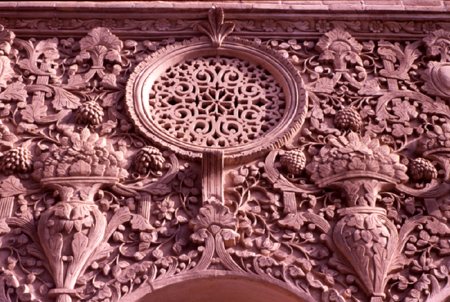
House of Borujerdi-ha の化粧しっくいによる装飾（1850年代、イラン カーシャーン）

化粧しっくいまたはスタッコ（stucco）は、骨材、結合剤、水から成る建築材料。湿った柔らかい状態で塗り、非常に硬い状態になる。壁や天井の表面仕上げとして塗ったり、装飾に使う。コンクリート、コンクリートブロック、煉瓦、日干し煉瓦などの外観があまり美的でない建材の表面に化粧しっくいを塗ることがある。

## 組成
化粧しっくい（スタッコ）と漆喰（プラスター）やモルタルの違いは、組成ではなくむしろ用途にある。19世紀中ごろまで、室内に使うものを漆喰（プラスター）、屋外に使うものを化粧しっくい（スタッコ）と呼び、どちらも主な原料は同じで、石灰と砂だった。モルタルも主成分は同じである。強度を高めるため、動物繊維または植物繊維を加えることも多い。19世紀後半になると、ポルトランドセメントを結合剤に使って耐久性を改善することが多くなった。同時に、伝統的な石灰の漆喰から石膏の漆喰が取って代わるようになった。

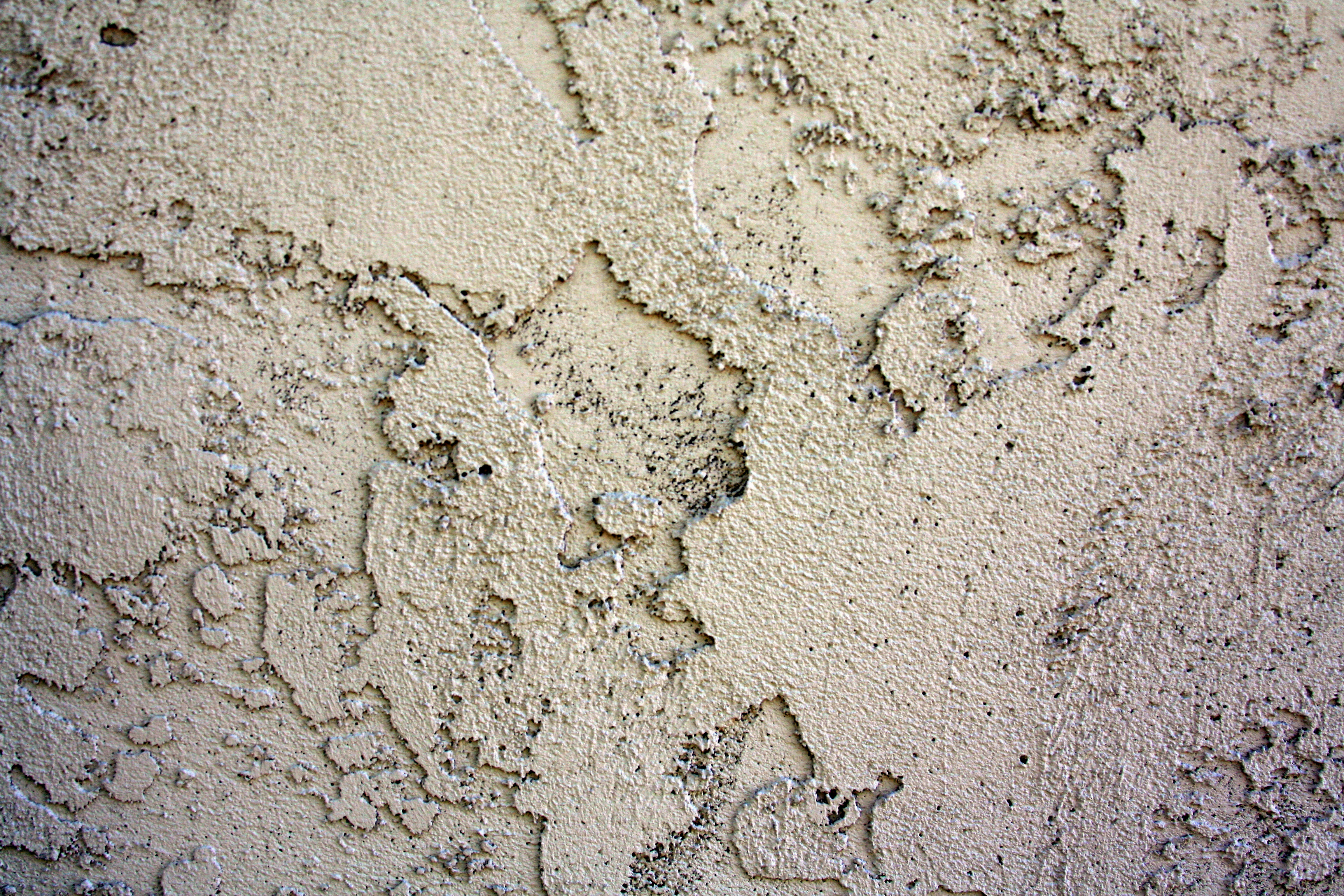
化粧しっくい（スタッコ）は住宅の外装の表面仕上げに使われる。

伝統的な化粧しっくいは、石灰と砂と水から作る。現代のスタッコは、ポルトランドセメントと砂と水から作る。現代のスタッコでも浸透性と加工性を高めるために石灰を加える。また、強度を高めるためにアクリルやガラス繊維を加えることがある。通常、スタッコは3度塗りするが、強度を高めたスタッコでは1度塗りで済む。
石灰を使った化粧しっくいは、素手で比較的簡単に壊したり傷つけたりできる程度の硬さの建材である。石灰自体は通常白く、化粧しっくいの色は骨材に由来するか、または顔料を加えて着色する。石灰は硬化した後も若干の水への溶解度があるため、ひびが入っても雨に濡れると自然にひびを埋めるなど、自前である程度の修復を行う特性を持つ。ポルトランドセメントを使ったスタッコは非常に硬く脆い。そのため、それを塗る下地が不安定だと容易にひびを生じる。現代のスタッコ製造業者は様々な色のものを販売しており、それらを混ぜて独自の色を作って塗ることもできる。
なお、日本の左官では「化粧しっくい」も「スタッコ」もあまり使われない用語であり、もっぱら「モルタル」と呼んでいる。

## 伝統的な化粧しっくい

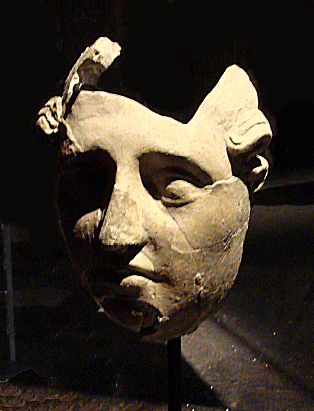
アフガニスタンのアイ・ハヌム遺跡から出土した紀元前2世紀から紀元前2世紀の化粧しっくい製の顔面

化粧しっくいは丈夫で美しく風雨にも強い建築材料であり、壁の表面仕上げに適している。伝統的に内装にも外装にも仕上げとして使われ、石や煉瓦の壁に1層または2層で薄く塗られていた。表面の仕上げ塗りには一般に色を加え、織物のような外観にする。
西洋で木骨造が登場すると、ラスと呼ばれる金網を梁や柱の間の壁面に張って、そこに化粧しっくいを何度か塗り重ねるという新たな用途が生まれた。ラスは柔らかい状態の化粧しっくいを保持すると同時に、硬化した脆い化粧しっくいの引っ張り強度を高める。何度も塗り重ねて厚くすることで、ひびが入ることを防ぐ。
化粧しっくいとラスを使った伝統工法では、下塗り (scratch coat)、中塗り (brown coat)、上塗り (finish coat) の3度塗りを行う。下塗りと中塗りはこてを使って手で行う場合と機械で吹き付ける場合がある。上塗りは、平滑仕上げ、テクスチャー仕上げ、砂壁状仕上げ、吹付け仕上げなどがある。
ラスは元々は壁に間隔を空けて木の板を貼り付けたもので、柔らかい化粧しっくいが硬化するまで保持するものだった。この技法が広く使われるようになった。
外壁の場合、アスファルトやタールを含浸させたフェルトまたは紙を張ってからラスを張り付け、さらに化粧しっくいを塗る。アスファルト含浸紙などは風雨に強く、化粧しっくいが多孔性で水が中に浸透しやすいため、さらに中まで染み込むのを防ぐ働きをする。

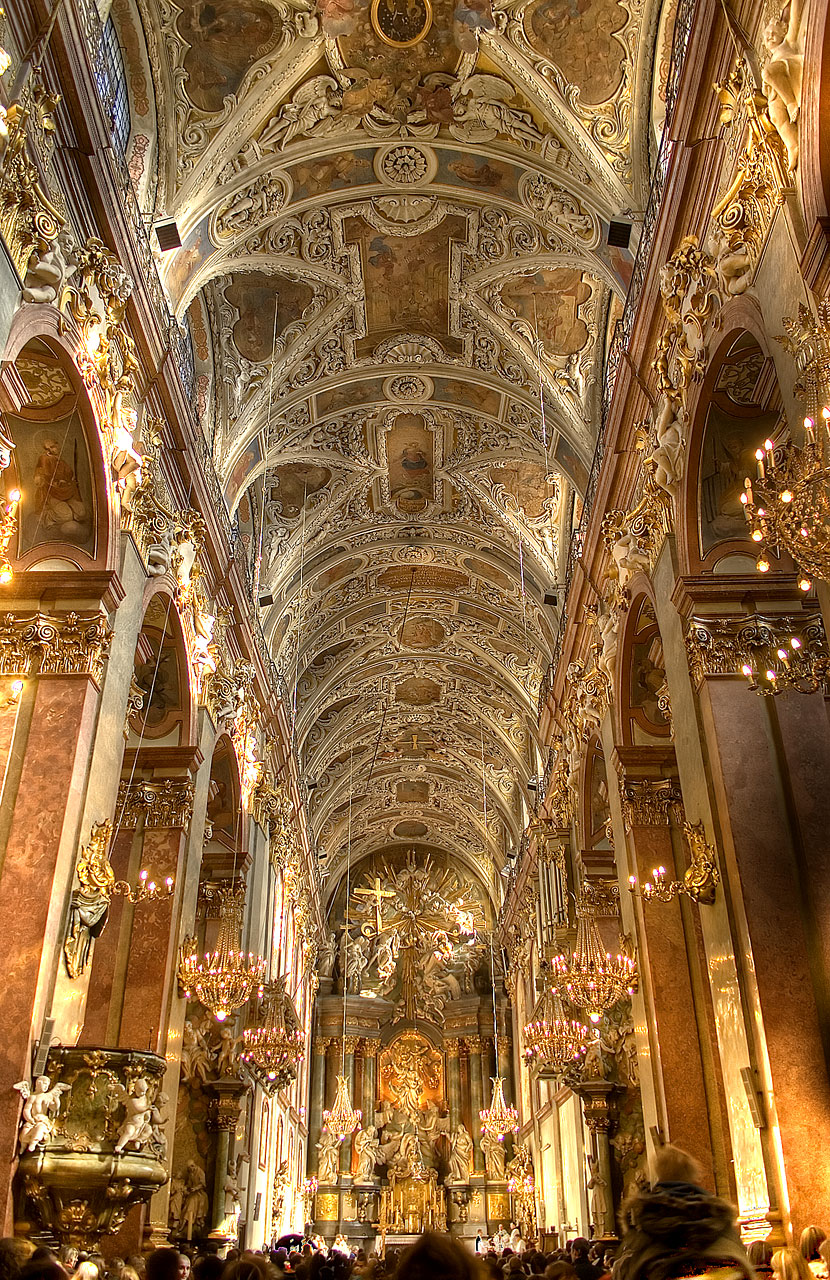
バロック建築の化粧しっくいの装飾（ヤスナ・グラ修道院のバシリカ、1693年 - 1695年）

第二次世界大戦後、木製ラスの代替として亜鉛めっきして腐食しにくくした金網のラスが主に外装で使われるようになった。21世紀の現在でも金網のラスと化粧しっくいの3度塗りという工法は広く使われている。
化粧しっくいは彫刻などの芸術用素材としても使われてきた。バロック建築やロココ建築では、化粧しっくいを装飾に多用している。例えば教会や宮殿で、壁から天井に滑らかに装飾を施したり（繰形）、天井面に装飾を施したりするのに使われている。化粧しっくいはバロック建築における "bel composto" という技法の重要な一部となっていた。これは、ギリシア美術の建築・彫刻・絵画という3種類を融合させるという概念である。
化粧しっくいは装飾だけでなく、壁画と建築意匠の滑らかな連結を実現するのにも使われた。例えばバロックのトロンプ・ルイユ的天井と周囲を繋いだりする。教会では、キリストや聖母マリアや最後の審判を中央に描き、それを周囲の建築物と視覚的に繋げることで荘厳さを醸し出している。化粧しっくいは現実の建築意匠と壁画内の建築意匠を繋げる役目を果たす。
イスラム美術でも、モスクや宮殿の装飾に化粧しっくいを用いている。インド建築でも化粧しっくいを装飾に用いていた。
仕上がりが上品になるため、バロック風の化粧しっくいの装飾は19世紀から20世紀にかけて上流階級の住居によく使われていた。1920年代以降、徐々に住居に過度の装飾を加えることが少なくなり、化粧しっくいの装飾としての使用も減っていった。1950年代ごろにも、化粧しっくいは壁と天井をつなぐ繰形でつかわれ続けていた。

## 現代のスタッコ

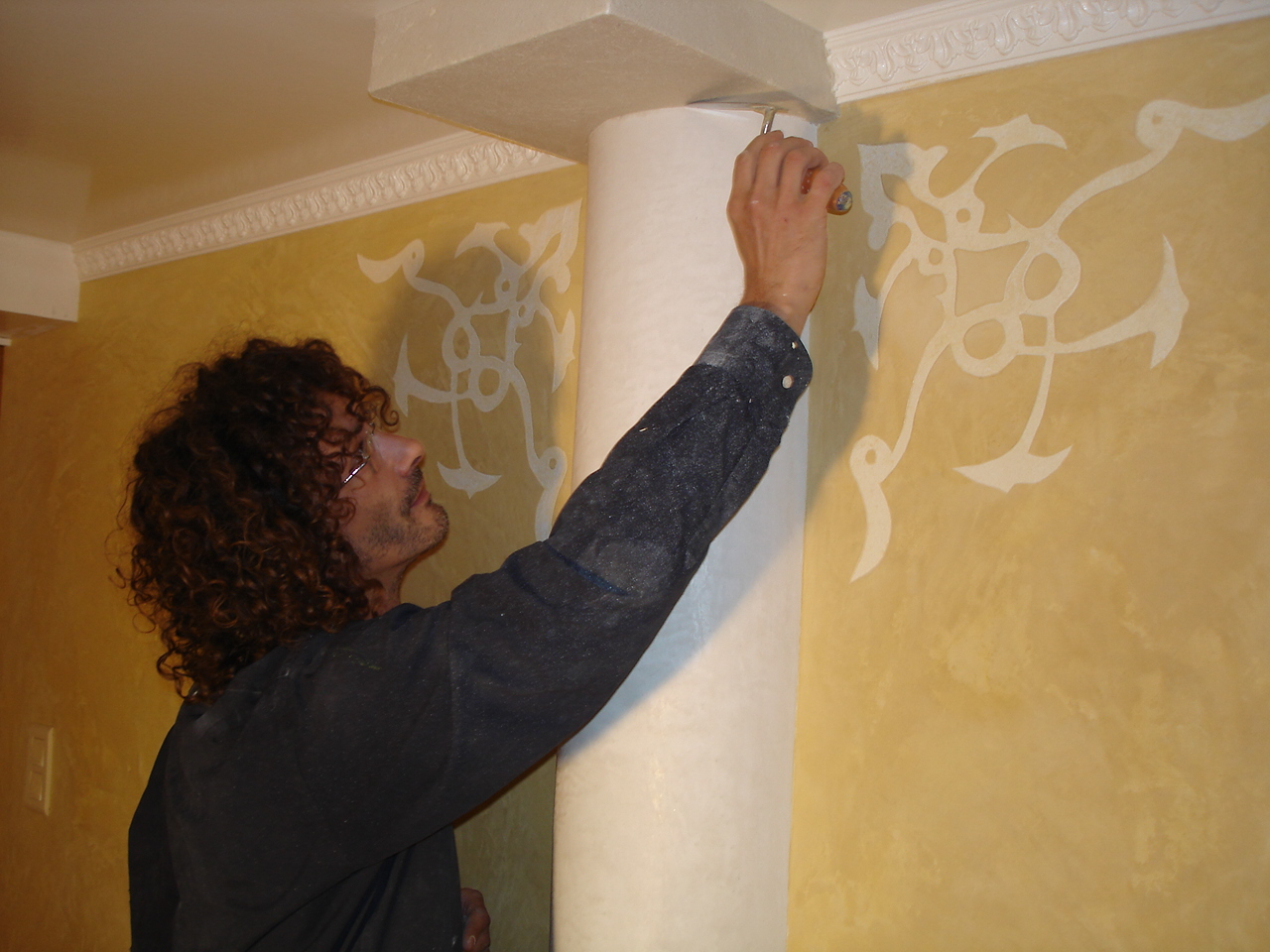
スタッコを施工中の様子

現代のスタッコは、外装用セメントプラスターである。砂、ポルトランドセメント、石灰、水を混ぜたものだが、さらに繊維や合成アクリルを加えて強さや柔軟性を高めることもある。現代のスタッコでは下塗りと上塗りの2度塗りで済み、3度塗りを必要とする伝統的な化粧しっくいよりも施工が早く、薄く仕上げられる。
他のセメントを原料とする建材と同様、スタッコは振動でひびが入ることを防ぐために補強が必要である。プラスチックまたは金属の網状のラスを構造のフレームに釘やネジで取り付け、それを埋めるようにスタッコを下塗りする。ラスを使っても細かいひびは防げないので、上塗りにアクリルを添加したスタッコを使うことで細かいひびを隠すことができる。アクリルスタッコは柔軟性があり、見た目もよく、湿気をあまり通さない。

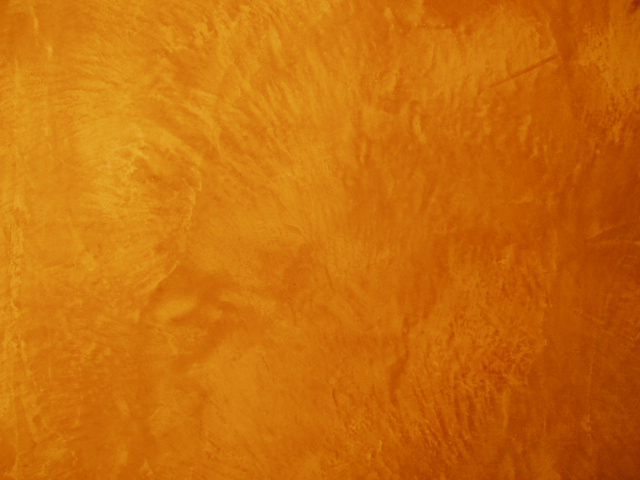
スタッコの重ね塗りで仕上げた壁

木骨造や軽量鉄骨造の場合、構造を湿気から守るため透湿防水シート（アスファルト含浸紙や「ハウスラップ」などと呼ばれる建材）を使う。透湿防水シートは雨漏りを防ぐだけでなく、室内に湿気がこもらないようにする役目も持っている。
スタッコの重ね塗りの第1層を「下塗り (scratch coat)」と呼び、セメントと砂と水だけを使う。表面に凹凸をつけるためにブラシなどを使い、次の層を塗る際の引っかかりになるようにする。第1層は次の層を塗る前に乾かす（硬化させる）。
次の層を「中塗り (brown coat)」と呼ぶ。セメント、石灰、砂、水を使う。「こて」を使って表面を滑らかにする。施工後最低でも7日から10日乾かす。その間に収縮してひびが入るので、仕上げ塗りでそれに対処する。
非常に乾燥した季節の場合、スタッコをスプレーで吹き付け、通常よりも水分を多く含ませる。こうすることで硬化するまで湿気が保たれる。完全に硬化する前に水分が抜けてしまうと、完成したスタッコは通常よりさらに脆くなってしまう。
最後の外面になる層を「上塗り (finish coat)」と呼び、次の2種類がよく使われる。
色塗り (color coat)
色つきのスタッコを通常3mm程度の厚さに塗る。吹き付けで砂岩状の風合いを出したり、こてで様々な表情をつけたりする。スタッコに混ぜる砂の粒の大きさによって仕上がりが変わってくる。
アクリル仕上げ (acrylic finish)
アクリルスタッコを使った上塗りで、1mmから4mmの厚さになる。耐久性に優れている。また、色も様々なものがある。
1960年代から1970年代にかけて、スタッコの壁にガラスのかけらや石などを埋め込む工法があったが、壁が非常に重くなり、しかも柔軟性が失われ、修理も難しいため、廃れた。